# Václav Vojta

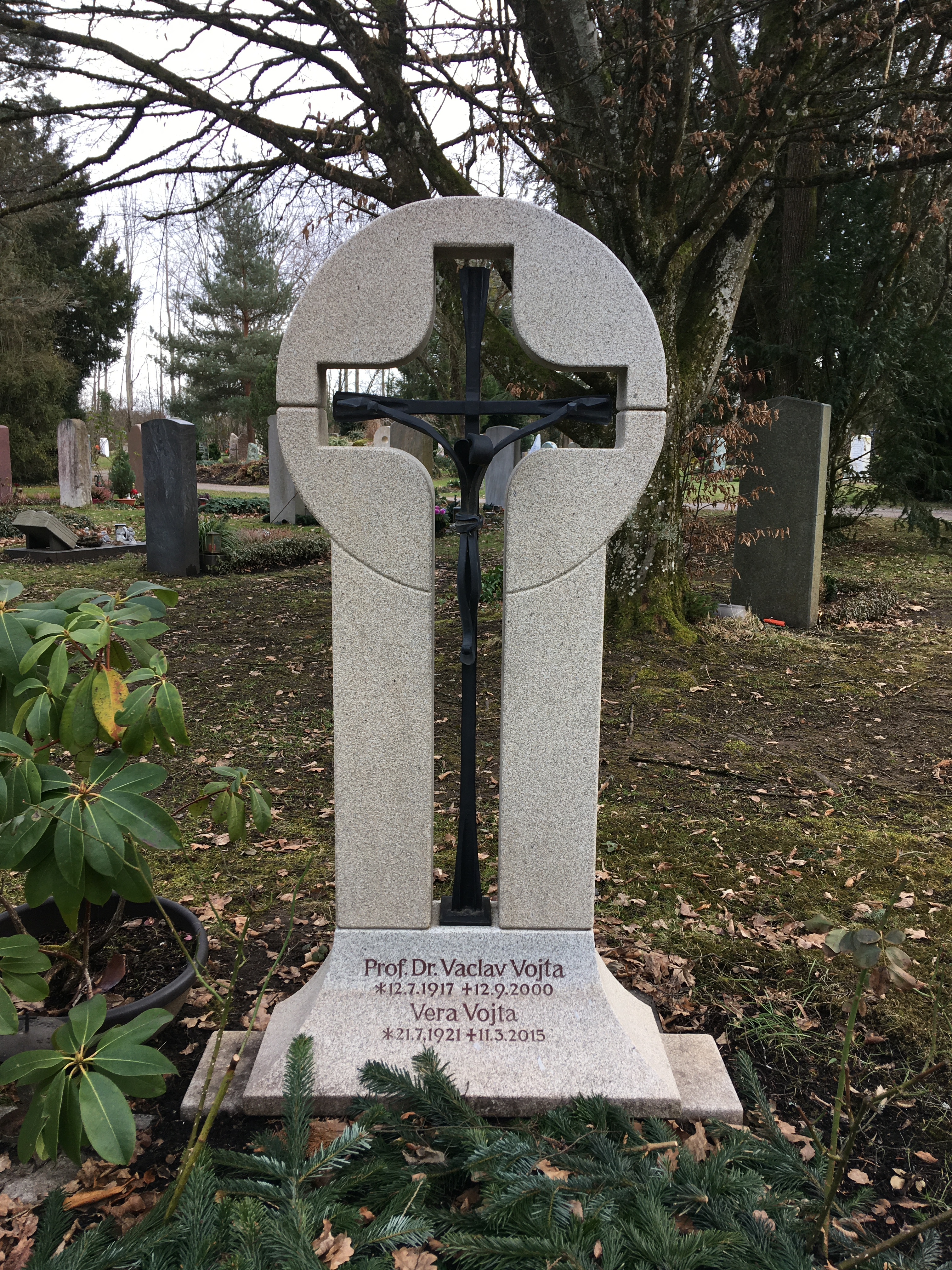
Grab von Václav Vojta auf dem Friedhof Planegg

Václav Vojta (* 12. Juli 1917 in Mokrosuky/Böhmen, heute Tschechische Republik; † 12. September 2000 in München) war ein tschechischer Kinderneurologe und Neurologe. Nach ihm ist das Vojta-Prinzip benannt, zu dem die Vojta-Diagnostik und Vojta-Therapie gehören.

## Leben
Vojta studierte Medizin an der Karls-Universität in Prag und absolvierte dort auch seine Facharztausbildung in Neurologie und Kinderneurologie. Danach leitete er die Kinderneurologische Abteilung.
Infolge der politischen Situation mit dem  Einmarsch der Warschauer-Pakt-Truppen 1968 suchte  Václav Vojta  mit seiner Familie Zuflucht in Deutschland.
Im Herbst 1968 begann er an der Orthopädischen Universitätsklinik in Köln als wissenschaftlicher Angestellter und hatte dort die Möglichkeit, seine entwicklungskinesiologischen Studien und Untersuchungen weiterzuführen und Diagnostik-Kurse für Ärzte sowie Therapie-Kurse für Physiotherapeuten durchzuführen.
Ab 1975 war Václav Vojta am Kinderzentrum München tätig, dort leitete er die Rehabilitationsabteilung und wurde Stellvertreter von Theodor Hellbrügge.
Nach dem Ende des Kommunismus in der Tschechoslowakei habilitierte sich Vojta zum Professor der Kinderneurologie und Rehabilitation an der Karls-Universität in Prag. 25 Jahre zuvor war er aus politischen Gründen nicht zur Habilitation zugelassen worden.
Auch nach seiner Pensionierung 1995 war Vojta als Wissenschaftler, Arzt und Lehrer bis kurz vor seinem Tod tätig.

## Leistungen
Vojta hat die kinderärztliche Diagnostik weiterentwickelt. Die Vojta-Diagnostik setzt sich aus der Beurteilung der Spontanmotorik, der Lagereaktionen und der Reflexologie zusammen. Sie dient der Früherkennung von motorischen Entwicklungsstörungen bei Säuglingen und Kleinkindern und wird heute weltweit angewandt.
Vojta entwickelte die nach ihm benannte Vojta-Therapie, die ebenfalls international verbreitet ist.
Seit 1967 hielt Vojta Diagnostik-Kurse für Ärzte und bildete Physiotherapeuten für die Vojta-Therapie bei bewegungsgestörten Säuglingen, Kleinkindern, Jugendlichen und Erwachsenen aus.
Seine Vorträge und Weiterbildungen hielt er nicht nur in Deutschland und Tschechien, sondern auch in Argentinien, Chile, Italien, Japan, Korea, Mexiko, Niederlande, Norwegen, Österreich, Polen und Spanien.
1984 gründete Vojta die Václav Vojta Gesellschaft e.V. (VVG) mit Sitz in München, die 1994 in Internationale Vojta Gesellschaft e.V. (IVG) umbenannt wurde, in der sich Lehrkräfte aus Physiotherapie und Medizin zusammengeschlossen haben, um das Vojta-Prinzip in der Diagnostik und Therapie von Kindern und Erwachsenen  zu fördern.

## Veröffentlichungen (Auswahl)
Vojta hat über 100 wissenschaftliche Arbeiten veröffentlicht sowie Fach- und Lehrbücher verfasst.
- Václav Vojta: Die zerebralen Bewegungsstörungen im Säuglingsalter - Frühdiagnose und Frühtherapie, 8. Auflage, Thieme Verlag, Stuttgart 2008, ISBN 978-3-13-140768-9.
- Václav Vojta / Annegret Peters: Das Vojta-Prinzip, 3. Auflage, Springer Heidelberg 2007

Erst nach seinem Tod erschien 2009 das gemeinsam mit Edith Schweizer entstandene Fachbuch zur motorischen Entwicklung:
- Václav Vojta / Edith Schweizer: Die Entdeckung der idealen Motorik, Pflaum-Verlag

## Auszeichnungen und Preise
- Heine-Preis, die höchste Auszeichnung der Deutschen Gesellschaft für Orthopädie (1974)[2]
- Medaille „Miteinander wachsen“ der Aktion Sonnenschein (1979)
- Ernst-von-Bergmann-Plakette für ärztliche Fortbildung von der Bundesärztekammer (1983)
- Pfaundler-Medaille für kinderärztliche Fortbildung vom Berufsverband der Kinderärzte (1990)
- Ernennung zum Honorarprofessor durch das Collegium Catholicum Medicinae in Seoul, Korea (1994)
- erneute Habilitation und Ernennung zum außerordentlichen Professor für Neurologie und Kinderneurologie der Karls-Universität, Prag (1996)
- Theodor-Hellbrügge-Award der Aktion Sonnenschein (1999)[3]
- tschechische Verdienstmedaille (posthum Oktober 2000)